# Johannes Cornelisz. Verspronck

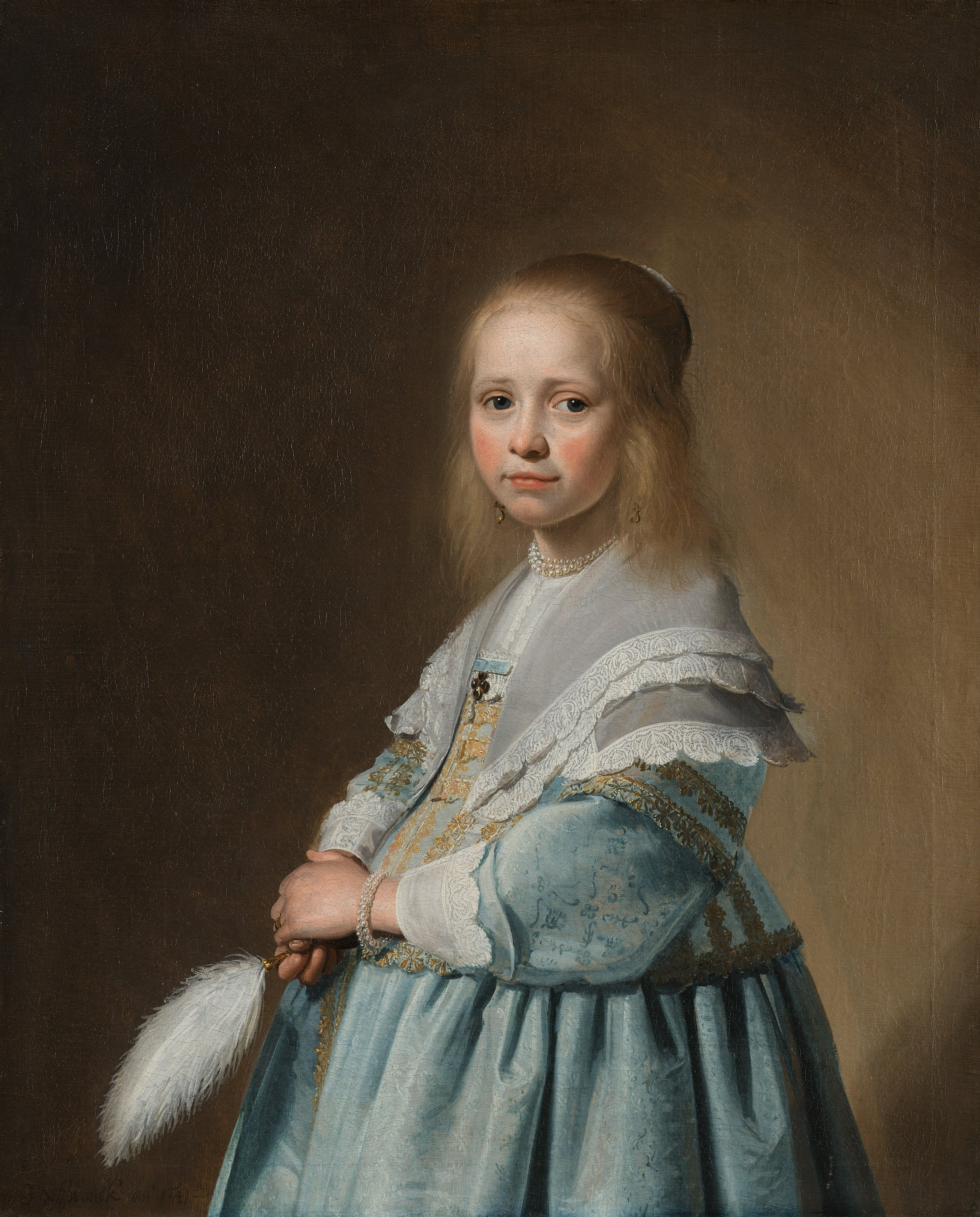
Portret van een meisje in het blauw. 1641. Olieverf op doek. Amsterdam, Rijksmuseum Amsterdam.

Johannes Cornelisz. Verspronck (Haarlem, tussen 1600 en 1603 — begraven idem, 30 juni 1662) was een Nederlandse kunstschilder. Hij schilderde voornamelijk portretten. Schilderijen van Verspronck zijn onder andere te vinden in het Rijksmuseum Amsterdam, Frans Hals Museum te Haarlem en Rijksmuseum Twenthe te Enschede.
Hij was de oudste zoon van de portretschilder Cornelis Engelsz. Verspronck uit Gouda en Maritge Jansdr. Rodenrijsen. Verspronck werkte mogelijk als leerling bij zijn vader en heeft ook lange tijd bij zijn ouders gewoond. In 1632 trad hij toe tot het schildersgilde van Sint Lucas en werkte zijn hele leven als portretschilder van zijn (katholieke) stadsgenoten. Verspronk was twintig jaar jonger dan zijn stadsgenoot Frans Hals en heeft mogelijk in diens atelier gewerkt. In elk geval was Verspronck sterk beïnvloed door de stijl van Frans Hals. Verspronck woonde in de Sint Jansstraat en had rijke clientèle.

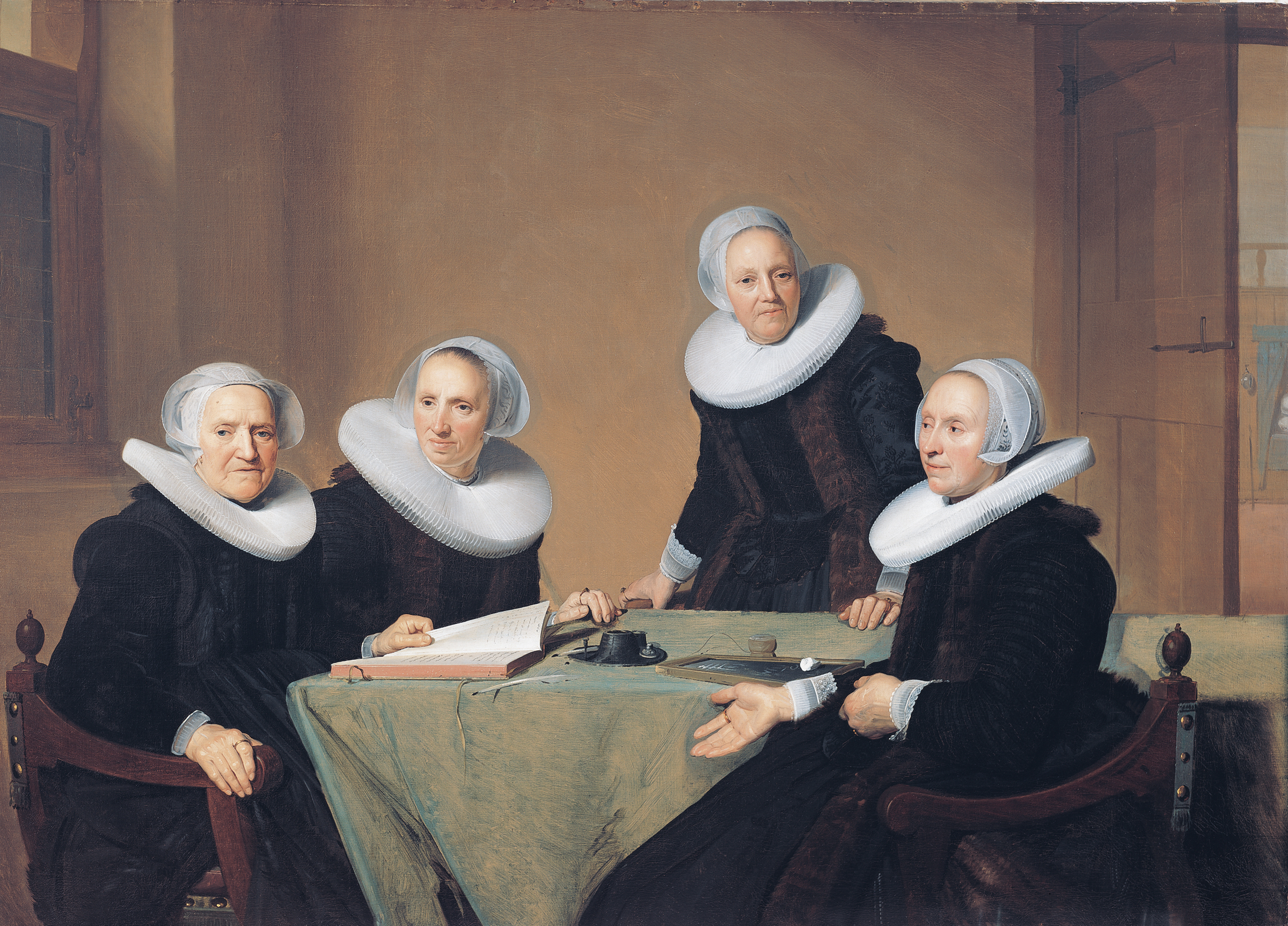
De regentessen van het St Elizabeth Gasthuis (1662)

Van Verspronck zijn ongeveer 100 schilderijen bekend. Zijn belangrijkste werken zijn naast het portret van een meisje in het blauw, de twee groepsportretten van de regentessen van het St Elizabeth Gasthuis. Samen met een groepsportret van de regenten van het St Elizabeth Gasthuis van Frans Hals hangen deze schilderijen in het Frans Hals Museum. Het meisje in het blauw verscheen op 15 september 1945 op het bankbiljet van vijfentwintig gulden. Zijn portret van de Amsterdamse koopman Jean le Gouche (1634) was in de verzameling van Hermann Göring, Adolf Hitler en het Frans Hals Museum te zien. Het portret was afkomstig uit de collectie Jacques Goudstikker. Dit schilderij werd in 2006 teruggegeven aan de rechtmatige eigenaar, waarna het werd geveild.

## Vernoemingen
In Haarlem zijn een Verspronckweg, een Korte Verspronckweg en een Verspronckbrug. In Den Haag is een Verspronckstraat.